# Ортопедске ципеле
Ортопедске ципеле су специјално дизајнирана и по мери болесника (индивидуалном отиску стопала) израђена медицинска обућа која се примењује код болести или деформитета стопала, код којих болесници не могу да користе конфекцијску обућу. Ортопедске ципеле са улошцима прописује лекар - специјалиста физикалне медицине и ортопед, или васкуларни хирург (код елефантијазе).

## Индикације
Индикације за прописивање ортопедских ципела су;
- лат.
- лат.
- Удубљено стопало - лат.
- лат.
- лат.
- Паралитично стопало - лат.
- Скраћење ноге од 1,5 цм и више код деце (до 18 година) и од 2,5 цм и више код одраслих
- Укочен горњи ножни зглоб или више других зглобова стопала
- Изразите трофичке промене са улцерацијама стопала, неурогеном артропатијом или елефантијаза
- Тешка деформација стопала и глежња након лоше санираног прелома, због чега није могуће коришћење конфекцијске обуће
- лат.
- лат.
- Тешке запаљењске и деструктивне промене код реуматоидног артритиса стопала или горњег ножног зглоба, због чега није могуће коришћење конфекцијске обуће
- Недостатак палца или три прста стопала, или мањак дела ножја или доножја, када се не користи протеза
- Ортопедске ципеле као саставни део ортозе
- Ортопедска ципела, унутрашња ("У“ ципела)

Рокови трајања ортопедских ципела зависе од старосне доби болесника. За младе до 18 година рок трајања ортопедских ципела је 12 месеци, а старији од 18 година ципеле мењају на годину и по дана.